# 生川久恵
生川 久恵（うぶかわ　ひさえ、19xx年x月xx日 - ）は、日本の元テニス・ソフトテニス選手。三重県出身。四日市高校・暁短期大学卒業。

## 来歴
高校時代インターハイで3年連続で決勝に進出し3年次に優勝。国体3年連続優勝。さらに全日本選手権大会（皇后杯）にも優勝。この1950年は皇后杯が下賜された年であり初代チャンピオンということになる。
暁短大に進学後は全日本学生で2連覇。
卒業後は皇后杯に1953年と1954年と連覇。国体成年女子3連覇と一時代を築いた。1955年には硬式に転向し、全日本選手権で単複ともにベスト8を記録している。

## 主な戦績

### 軟式時代
- 1950全日本ソフトテニス選手権優勝
- 1953全日本ソフトテニス選手権優勝
- 1954全日本ソフトテニス選手権優勝
- 1951全日本学生選手権優勝
- 1952全日本学生選手権優勝
- 1948インターハイ準優勝
- 1949インターハイ準優勝
- 1950インターハイ優勝